# World Games (computerspel)
World Games is een computerspel dat werd ontwikkeld en uitgegeven door Epyx. Het sportspel kwam in 1986 uit voor de Commodore 64, Atari ST en PC Booter. Later volgde ook releases voor andere homecomputers. De versie voor de NES werd uitgegeven door Milton Bradley en gepoort door Rare Ltd.. Het spel was de opvolger van succesvolle titels als Summer Games en Winter Games. Met het spel kunnen verschillende sporten gedaan worden. Het is mogelijk om alle sporten achtereenvolgens te doen, een aantal sporten uit te kiezen of een individuele sport te beoefenen. Het spel kan met de joystick bediend worden.

## Sporten
Met het spel kunnen acht verschillende sporten gespeeld worden:
| Sport          | Land             |
| -------------- | ---------------- |
| Vatspringen    | Duitsland        |
| Stierrijden    | Verenigde Staten |
| Paalwerpen     | Schotland        |
| Klifduiken     | Mexico           |
| Boomstamrollen | Canada           |
| Slalomskiën    | Frankrijk        |
| Sumoworstelen  | Japan            |
| Gewichtheffen  | Rusland          |

## Platforms
| Jaar | Platform                                                   |
| ---- | ---------------------------------------------------------- |
| 1986 | Atari ST, Commodore 64, PC Booter                          |
| 1987 | Amiga, Amstrad CPC, Apple II, Apple IIgs, MSX, ZX Spectrum |
| 1989 | NES, SEGA Master System                                    |
| 2008 | Wii Virtual Console                                        |

## Ontvangst
| Beoordeeld door                | Jaar | Platform            | Score |
| ------------------------------ | ---- | ------------------- | ----- |
| Zzap!                          | 1986 | Commodore 64        | 98%   |
| Happy Computer                 | 1986 | Commodore 64        | 90%   |
| Computer Gamer                 | 1987 | Commodore 64        | 80%   |
| ASM (Aktueller Software Markt) | 1990 | SEGA Master System  | 75%   |
| All Game Guide                 | 1998 | Commodore 64        | 70%   |
| Power Play                     | 1990 | SEGA Master System  | 70%   |
| The Video Game Critic          | 2008 | NES                 | 67%   |
| Computer Gamer                 | 1987 | ZX Spectrum         | 65%   |
| Nintendo Life                  | 2008 | Wii Virtual Console | 50%   |
| Eurogamer.net (UK)             | 2008 | Wii Virtual Console | 40%   |

## Trivia
- Het spel is opgenomen in het boek 1001 Video Games You Must Play Before You Die van Tony Mott.